# Франц Фридрих Прусский
Франц Фридрих Максимилиан Ганс Георг Иоахим Эрнст Прусский (нем. Franz Friedrich Maximilian Hans Georg Joachim Ernst Prinz von Preußen; род. 17 октября 1944, Грюнберг, Нацистская Германия) — немецкий предприниматель в сфере недвижимости и член Дома Гогенцоллернов.

## Биография
Франц-Фридрих родился 17 ноября 1944 года. Он является сыном Карла Франца Прусского (1916—1975) и его первой жены Генриетты фон Шёнайх-Каролат (1918—1972). Их брак закончился разводом в 1946 году. Франц Фридрих является внуком Иоахима Прусского и, следовательно, правнуком последнего германского императора Вильгельма II.
В декабре 1945 года он с семьёй переехал, во Франкфурт-на-Одере к бабушке, Гермине Рейсс-Грейцской. Они там жили под стражей, советских солдат. После её смерти в 1947 году, трехлетний Франц Фридрих был единственным присутствовавшим на похоронах, мальчиком из дома Гогенцоллернов. В 1947 году, он с семьёй переехал в Ведель. В 1954 году он переехал жить к вдове принца Губерта Прусского, который гостил у принцев Изенбург-Бюдингенских. Он ходил в школу в Бюдингене, а затем в Гут-Хеммельмарке. С 1964 по 1967 год он проходил банковское дело, в университете, в Висбадене.
Он прожил 15 лет в Гамбурге, и работал там торговцем недвижимости. После объединения Германии, в 1990 году, он переехал в Потсдам. в 1990 году вместе с винодельней Jacob Gerhardt основал компанию по производству вин и игристых вин Franz-Friedrich Prinz von Preußen. Затем, он в Бонне, вместе с двумя партнёрами основал Prinz von Preussen Grundimmobilien AG.
Он также взял на себя 250 спонсорских пособий в системе социальной помощи Берлина.
Он является заместителем председателя Ассоциации по охране силезского искусства и культуры. В 2019 году ассоциация получила Премию культуры Силезии от земли Нижняя Саксония.
С 1997 года он проживает в Потсдаме, вместе со второй женой и двумя собаками.

## Браки и дети
Первый раз, Франц Фридрих женился в 1970 году, на Гурдун Винклер (род. 1949). Из-за того, что невеста была простолюдинка, он лишился прав на наследование главы дома Гогенцоллернов. Супруги развелись в 1996 или 1997 году. В браке родилась одна дочь:
- Кристина Прусская (род. 22 февраля 1968), в 1993 году, вышла замуж за Милоша Ковачевича. Они развелись в 2002 году. В 2004 году, вышла замуж за Томаса Кемпкеса. Оба брака бездетны.[10]

Второй раз он женился в 1998 году, Сьюзан Генске (род. 1964). Во втором браке, детей нет.